# Michele Parrinello
Michele Parrinello (Messina, 7 de setembro de 1945) é um físico italiano.